# Makhlouf Aït Hocine
Makhlouf Aït Hocine, né le 17 novembre 1966, est un handballeur algérien.
Évoluant au poste d'ailier droit, il a notamment joué en France au HBC Hayange en 1996 puis à Folschviller où il met un terme à sa carrière en 2011.

## Palmarès

### avec l'équipe d'Algérie
Championnat d'Afrique des nations
- Vainqueur du Championnat d'Afrique 1985
- Vainqueur du Championnat d'Afrique 1987

Jeux méditerranéens
- Vainqueur des Jeux méditerranéens de 1987

Jeux olympiques
- 10e place aux Jeux olympiques de 1988

Championnats du monde
- 16e place au Championnat du monde 1986

Autres
- Vainqueur du Championnat d'Afrique junior 1986

### En club
- Vainqueur du Championnat d'Algérie en 1987 avec MP Alger
- Vainqueur de la Coupe d'Algérie en 1987 avec MP Alger